# Curcuma grandiflora
Curcuma grandiflora là một loài thực vật có hoa trong họ Gừng. Loài này được Joachim Otto Voigt (1798-1843) liệt kê trong sách Hortus Suburbanus Calcuttensis in năm 1845 với ghi chép là theo tên do Nathaniel Wallich đặt, nhưng không kèm theo mô tả do tác giả không nhìn thấy loài này. Năm 1890, John Gilbert Baker cung cấp mô tả khoa học đầu tiên cho nó.

## Phân bố
Loài này có tại Malaysia bán đảo.

## Mô tả
Thân rễ nhỏ, thuôn dài, các rễ không có củ. Lá 6-8, nhỏ thuôn dài nhọn, mọc thành búi; cuống có rãnh sâu, dài 6-8 inch (15-20 cm); phiến lá 6-8 × 3-4 inch (15-20 × 7,5-10 cm), nhọn đầu, đáy thuôn tròn, màu lục sẫm dọc theo gân. Cuống cụm hoa ngắn hơn rất nhiều so với cuống lá. Cụm hoa bông thóc thuôn dài, 3-4 inch (7,5-10 cm). Lá bắc màu lục nhạt, rất tù, tỏa rộng ở đỉnh. Hoa màu vàng nhạt, hơi dài hơn lá bắc. Các đoạn của tràng hoa hình trứng hoặc thuôn dài. Nhị lép ngắn và rộng. Cánh môi 0,75 inch (2 cm), rộng, có khía răng cưa không rõ nét. Cả nhị lép và cánh môi đều màu vàng anh thảo.